# Повуа-де-Сан-Мигел
Повуа-де-Сан-Мигел (порт.  Póvoa de São Miguel) — фрегезия (район) в муниципалитете Мора округа Бежа в Португалии. Территория — 186,94 км². Население — 1094 жителя. Плотность населения — 5,9 чел/км².